# Süderau
Süderau település Németországban, Schleswig-Holstein tartományban. Lakosainak száma 728 fő (2023. december 31.).

## Népesség
A település népességének változása:
| Lakosok száma | 825  | 744  | 744  | 722  | 720  | 728  |
|               | 1975 | 2017 | 2019 | 2021 | 2022 | 2023 |